# Konsumentmarknad
En marknad kan beskrivas som en plats där köpare och säljare möts för handel med varor och tjänster. Inom företagsekonomin talar man om konsumentmarknaden, vilket betyder den marknad där det handlas med konsumentvaror, det vill säga varor som används av privatpersoner.
En konsumentmarknad står för att antalet kunder är mycket stort, dvs massmarknader.